# Kannabinol
A kannabinol, röviden CBN, egy  pszichoaktív  kannabinoid molekula, amely a kendernövényben  (Cannabis sativa) található. A   tetrahidrokannabinol  oxidációs terméke. Mind a CB1- és a CB2-receptorokon kötődik, de kisebb affinitással, mint a THC.

## Lásd még
- Cannabis

## Külső hivatkozások
- Erowid